# Tarcani
Tarcanii sau tărcanii (în limba maghiară tárkányok sau tárkány magyarság) reprezintă un subgrupuscul maghiar cu trăsături etnografice specifice, care se revendică a fi descendent din kavarii khazari sedentarizați în enclave împrăștiate pe teritoriul Ungariei, respectiv în vestul Transilvaniei, în Crișana.

## Etimologie
Etimologia etnonimului tarcan este departe de a fi lămurită. Denumirea de tarcani a fost uneori interpretata ca fiind mai degrabă o variantă a numelui Tarján, respectiv al unuia dintre cele șapte triburi maghiare strămutate după 896 din Ucraina în Câmpia Tisei și Pannonia. Cronicarul bizantin, împăratul Constantin al VII-lea Porfirogenetul, menționează în lucrarea sa De administrando imperio (DAI) numele acestui trib în varianta Tarianos.
Termenul este confundabil, întrucât în aceeași lume a hanatelor popoarelor migratoare cuvântul tarkan în turca veche sau tarhan (grafiat în engleză tarkhan) era un rang de comandant militar, subordonat hanului sau yabğu-ului (viceregelui).

## „Tarcan” ca etnonim
Termenul de "tarcan" are, pe lângă semnificația sa strictă de rang socio-politic și un înțeles etnic care se aplica unor seminții turcice medievale care au rămas la stadiul de configurație tribală, fără a mai deveni popoare sau națiuni propriu-zise, și s-au asimilat cu timpul popoarelor învecinate, în speță maghiarilor. Astfel denumirea de tarcani în sens de etnonim, aplicată unor grupuscule tribale cu identitate etnică bine conturată, pare să ducă în ultimă instanță înapoi în timp la onogurii proto-bulgari de sub hanul Kuber (Кубер in bulgară, grafiat și Kuver) care s-au stabilit alături de avari în bazinul carpatic în secolul al VI-lea (567-568 e.n) imediat după disoluția Regatului gepizilor.
Potrivit altei teorii, tarcanii din bazinul carpatic sunt rămășițele unui popor turcic medieval numit bulaq sau bulak respectiv tarka-lovú, uneori denumit și ala yuntlu atestat pe teritoriul Transilvaniei, trib în ultimă instanță parte a confederației pecenegilor.
Uneori, tarcanii au fost asociați cu o ramură a secuilor medievali numită koromza sau korozmin (însemnând „horezmian”, originar din Horezm), care s-au stabilit ulterior în scaunul secuiesc Sepsi. De altfel, există indicii că tarcanii sau tărcăienii din Tărcaia bihoreană au fost consemnați ca fiind prisăcari secui (székely gyepűőrök) din ramura Koromza care au rămas pe Valea Crișului Negru.
Cea mai plauzibilă teorie le atribuie însă tarcanilor origine kavară. Ca nișă profesională, aceștia au fost inițial „tribul de fierari” kavari (szakralis kovacsok) zis „tarcanii” (în maghiară a kovácsok Tárkány törzse), care s-a alăturat confederației triburilor maghiare strămutate în Panonia. Nu întâmplător, există toponimul Pârâul Fierarului pe raza comunei Tărcaia.

## Turcici în Bihorul medieval
Kavarii bihoreni, care erau detașamente de avangardă ale triburilor migratoare maghiare din perioada honfoglalás-ului sau chiar o castă militara din care se recruta aristocrația maghiară, s-au suprapus peste cozari o populație de un neam cu tarcanii și stabilită ulterior lor în zonă, și a căror lider era Menumorut. Aceștia erau sedentarizați în Crișana înaintea sosirii maghiarilor, sursa primordială pentru această prezumție fiind cronicarul anonim magister P., notarul regelui Béla al III-lea:
„Terram uero que est inter thisciam et siluam igfon, que iacet ad erdeuelu, a fluuio morus usque ad fluuium zomus, preoccupauisset sibi dux morout, cuius nepos dictus est ab hungaris menumorout, eo quod plures habebat amicas, et terram illam habitarent gentes cozar qui dicuntur. / Terram vero que est inter Thisciam et silvam Igfon, que iacet ad Erdeuelu, a fluvio Morus usque ad fluvium Zomus, preoccupavisset sibi dux Morout, cuius nepos dictus est ab Hungaris Menumorout, eo quod plures habebat amicas, et terram illam habitarent gentes Cozar qui dicuntur.”—Chronicon Anonymi Bele Regis Notarii, Gesta Hungarum. Cap. 11: De civitatibus Lodomer et Galicia
Bihorul medieval avea o structură etnică complexă uneori dificil de elucidat, impunându-se precizarea că segmentul de populație din statul lui Menumorut, „gentes Cozar”, nu era întrutotul identic cu kavarii (kavaroii). Potrivit cronicilor bizantine, cele trei triburi kavare aveau o poziție ierarhică mai înaltă decât a celor șapte triburi protoungare. Kavarii au constituit „vârful de lance” în unitățile armate protoungare care au înfrânt rezistența lui Menumorout și a lui Gelou, în timp ce „gentes Cozar” vor fi fost supușii lui Menumorout. Prezența unei populații de tip hazar pe văile Crișurilor a fost confirmată de descoperiri arheologice.
Tarcanii și-au pastrat pentru un timp individualitatea si s-au sedentarizat in timp în vestul Munților Apuseni bogate în minereuri feroase și neferoase, în împrejurimile Vașcăului (în maghiară Vaskóh, din vaskohó, ad-litteram „fierbător de fier”, adică „furnal”), Tarcanii înșiși nu au practicat mineritul, care a fost lăsat pe seama coloniștilor vest-europeni. Tarcanii au fost exclusiv prelucrători de metale, apreciați pentru calitatea uneltelor și armelor făurite.
Inițial de confesiune prezumtiv mozaică, tarcanii s-au creștinat împreună cu masa maghiarilor pe care îi însoțeau. Așezarea de pe Crișul Negru Tărcaia (Köröstárkány, „Tărcaia pe Criș”), de lângă Beiuș, populată în proporție de 98,3 % de etnici maghiari, este până astăzi centrul maghiarimii de origine prezumtiv tarcană din Transilvania.
O așezare omofonă, Tárkány, se află în vestul Ungariei, în județul Komárom-Esztergom, lângă Dunăre, fluviul constituind în acea zonă frontiera cu Slovacia.

## Imagini
- Port popular tărcan purtat de copil autohton bihorean Arhivat în 18 octombrie 2010, la Wayback Machine.
- Familie de tărcani cu port tradițional[nefuncțională]